# قواعد اللغة الإيطالية

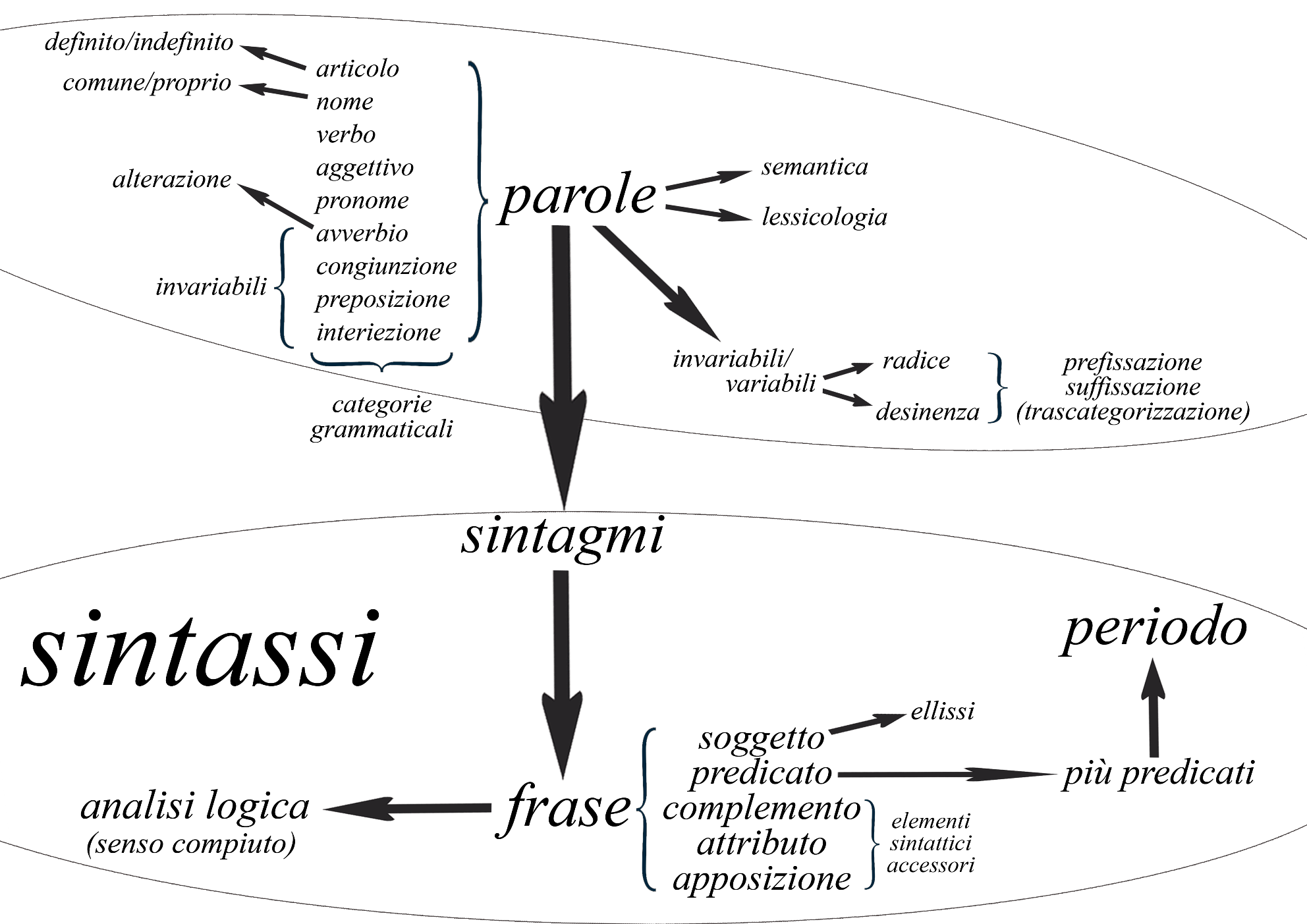
العناصر التحليلة والقواعدية في اللغة الإيطالية

اللغة الإيطالية يحتفظ فيها نظام تصريف الفعل بالكثير من الخصوص اللاتينية، لكن وكما هو الحال في الكثير من اللغات الأوروبية، دخلت على اللغة الإيطالية ملصقات وتوابع أخرى.

## أدوات التعريف
يتم التمييز أساسا بين نوعين من الأدوات: الأداة غير المعرفة والأداة المعرفة 
الأداة غير المعرفة تشير إلى عنصر عام في مجموعة وتُستعمل للإفصاح عن معلومة جديدة دون تحديد الزمن بدقة لذلك، بينما أداة التعريف تهدف للإشارة إلى عنصر خاص ضمن مجموعة وعادة ضمن وقت زمني محدد.

المثالان الآتيان يوضحان الفرق، الأول بأداة غير معرفة والثاني باستخدام أداة تعريف.
- مثال 1: شاهدت غزالاً (un تشير إلى أداة غير معرفة)

ho visto un cerbiatto
- مثال 2: للأسف اختفى الغزال الآن (il تشير إلى أداة معرفة)

purtroppo il cerbiatto è già sparito
| الجنس  | الأداة | مثال                                                         |
| ------ | ------ | ------------------------------------------------------------ |
| المذكر | un     | un uomo: رَجُل                                                 |
| المذكر | uno    | uno gnomo: قزم                                               |
| المؤنث | una    | una donna: امرأة                                             |
| المؤنث | un'    | un'amica: صديقة. (راجع بند الأداة غير المعرفة للمؤنث المفرد) |

| الجنس  | العدد  | الأداة | مثال                                                    |
| ------ | ------ | ------ | ------------------------------------------------------- |
| المذكر | المفرد | il     | il bambino: الطفل                                       |
| المذكر | المفرد | lo     | lo spuntino: وجبة خفيفة                                 |
| المذكر | المفرد | l'     | l'amico: الصديق (راجع بند الأداة المعرفة للمذكر المفرد) |
| المذكر | الجمع  | i      | i cavalli: الخيل                                        |
| المذكر | الجمع  | gli    | gli psicologi                                           |
| المؤنث | المفرد | la     | la riga: السطر                                          |
| المؤنث | المفرد | l'     | l'amica: الصديقة                                        |
| المؤنث | الجمع  | le     | le donne: النساء                                        |

### الأداة غير المعرفة
- للمذكر المفرد

 الأداة الأولى:uno، وتأتي مع المفردات التي تبدأ بأحد الحروف التالية: z, gn, x, pn, ps, s<br 

uno gnomo: قزم

 الأداة الثانية:، وتأتي مع أغلب الأسماء في اللغة الإيطالية

un uomo: رَجُل
- للمؤنث المفرد

ْْuna، وتصبح (un مع شرطة) إذا ما جاءت قبل حرف علة:(un' (davanti a parole che iniziano per vocale

una donna: امرأة

un'amica: صديقة
- الجمع

لا توجد أدوات غير معرفة لحالة الجمع، وإنما تستخدم حروف جر متبوعة بالأدوات المعرفة (جمع) للتعبير عن مجموع غير معرف.
- الجمع للمفرد:dei أو degli، بمعنى بعض أو عدد من....
- الجمع للمؤنث:delle، بنفس المعنى للمؤنث....

### الأداة المعرفة
- للمذكر المفرد

 الأداة الأولى:
il وتصبح (il مع شرطة) إذا ما جاءت قبل حرف علة.

il bambino: الطفل

l'amico وليس (il amico): الصديق

 الأداة الثانية:
lo، وتأتي مع المفردات التي تبدأ بأحد الحروف التالية: z, gn, x, pn, ps, s 

lo spuntino: وجبة خفيفة
- للمؤنث المفرد

la وتصبح (l مع شرطة) إذا ما جاءت قبل حرف علة.

la riga: السطر

l'amica وليس (la amica): الصديقة
- الجمع
- الجمع للمذكر:

i و gli (تأتي مع المفردات التي تبدأ بأحد الحروف التالية: z, gn, x, pn, ps, s 

i cavalli: الخيل

gli psicologi: علماء النفس
- الجمع للمؤنث:

le:

le donne: النساء

## الأسماء والصفات
الربط بين الإسم والصفة في اللغة الإيطالية ليس ثابتا، غالبا ما تأتي الصفة بعد الاسم لبيان تشخيص شيء ما بتمييزه عن غيره.

 الحالات التي تكون فيها الصفة بعد الاسم: 

 الوصف مع المقارنة:
- في كثر من الحالات تأتي الصفة بعد الاسم، لبيان وصف لإسم ما وتمييزه عن غيره.

una casa bella: بيت جميل، هنا نصف البيت، ونميزه عن غيره
- التأكيد على اللون، أو الشكل أو الجنسية: هنا تتبع الصفة الاسم دائما

un tavolo rosso: طاولة حمراء (الاسم:tavolo، الصفة: rosso)
 الحالات التي تكون فيها الصفة قبل الاسم: 

 الوصف بدون المقارنة:

una bella casa: بيت جميل

 صفات الملكية:

في هذه الحالة تكون الصفة قبل الاسم دائما

la mia bella casa: بيتي الجميل (الاسم:casa، الصفة: bella، الضمير: mia)

### الأسماء
للأسماء في اللغة الإيطالية الجنس (مذكر ومؤنث) والعدد (مفرد وجمع) وهناك بعض الأسماء المحايدة، بمعنى الثابتة والتي لا تأتي إلا مذكرة أو جمعاً. لا وجود للجمع المزدوج (المثنى في اللغة العربية).
بشكل عام تنتهي الأسماء الإيطالية المذكرة المفردة بحرف o وفي حالة الجمع تصبح i. أما الأسماء المؤنثة المفردة فتنتهي بحرف a وفي حالة الجمع تصبح e. هناك أسماء تنتهي بحرف e في حالة المذكر والمؤنث، كما في كلمة presidente: الرئيس أو الرئيسة فان الأسم لا يصرف هنا وهو ثابت في الحالتين، وفقط أداة التعريف هي التي تحدد إذا كان المقصود ذكرا أو أنثى:
- مذكر: il presidente الرئيس
- مؤنث: la presidente الرئيسة

الجدول التالي (نهاية الأسماء والصفات) يبين نهاية الأسماء والصفات في الحالة النظامية وفي الحالات الشاذة:
| الجنس                                             | المفرد | الجمع | مثال                                                                                                  |
| ------------------------------------------------- | ------ | ----- | --- |
| مذكر                                              | -o     | -i    | il capello nero, i capelli neri                                                                       |
| مؤنث                                              | -a     | -e    | la bella macchina, le belle macchine                                                                  |
| مذكر ومؤنث                                        | -e     | -i    | il/la comandante intelligente, i/le comandanti intelligenti                                           |
| الأسماء التي تنتهي بحرف علة أو ليست من أصل إيطالي | ثابت   | ثابت  | il/la manager trendy, i/le manager trendy l'università, le università il momento clou, i momenti clou |

### الصفات
الصفات شائعة الاستخدام في اللغة الإيطالية وتُعَرِف نوعية شيء ما أو تصف حال شخص ما. كما للأسماء فإن للصفات في الإيطالية فإن لها جنسا (مذكر ومؤنث) وعددا (مفرد وجمع). تنقسم الصفات إلى قسمين رئيسيين مشتقين من اللغة اللاتينية
قواعدياً ينطبق على الصفات (بشكل عام) ما ينطبق على الصفات، فالصفة المذكرة المفردة تنتهي كما ينتهي الاسم المفرد المذكر، أي بحرف o وهكذا الأمر بالنسبة للحالات الأخرى كما في الجدول التالي:
| القسم | الجنس     | علامة المفرد | علامة الجمع | المعنى بالعربية                                                                      |
| ----- | --------- | ------------ | ----------- | ------------------------------------------------------------------------------------ |
| 1a    | المفرد    | rosso- o     | rossi- i    | rosso: أحمر (مفرد مذكر) و rossi: حُمْر (جمع مذكر)                                      |
| 1a    | المؤنث    | rossa- a     | rosse- e    | rossa: حمراء (مفرد مؤنث) و rosse: حمراوات (جمع مؤنث)                                 |
| 2a    | مذكر مؤنث | verde- e     | verdi- i    | verde: أخضر/خضراء (مفرد مذكر أو مفرد مؤنث) verdi: خضر/خضراوات (جمع مذكر أو جمع مؤنث) |

لاحظ التشابه الكبير بين الأسماء والصفات في الجدولين السابقين

## الضمائر

### الضمائر الشخصية
الضمائر الشخصية في اللغة الإيطالية تنقسم إلى ضمائر غير المؤكدة (بالإيطالية: antoni) وضمائر مؤكدة (tonici).
الضمائر غير المؤكدة مرتبطة بشكل كبير بالفعل وتأتي دائما قبله وهي لا تأتي إلا في حالة وجود الفعل في الجملة. أما الضمائر غير المؤكدة فمكانها في داخل الجملة يكون أكثر حرية وتأتي كثير مرتبطةً حروف جر.
- مثال1: أنا إسمي محمد

الضمير هنا في حالة الرفع ويقابل ضمير المتكلم المفرد في الإيطالية (io)، فتصبح الجملة:

io sono Mohammed
- مثال2: رأيته مع صديقه

الهاء تعود على ضمير الغائب في حالة النصب، فتصبح الجلمة:

io ho visto lui أو

lo ho visto.

لاحظ أنه هناك طريقتين للتعبير عن المفعول به، كما في الجدول التالي. في هذا المثال يكون المفعول به للغائب lui أو lo. وهكذا مع بقية الضمائر في الحالات المختلفة.
|                | ضمير المتكلم | ضمير المتكلم | ضمير المخاطب | ضمير المخاطب | ضمير الغائب | ضمير الغائب | ضمير الغائب | ضمير الغائب | ضمير الغائب |
| مفرد           | جمع          | مفرد         | جمع          | منعكس        | مذكر        | مذكر        | مؤنث        | مؤنث        |             |
| مفرد           | جمع          | مفرد         | جمع          | منعكس        | مفرد        | جمع         | مفرد        | جمع         |             |
| -------------- | ------------ | ------------ | ------------ | ------------ | ----------- | ----------- | ----------- | ----------- | ----------- |
| حالة الرفع     | io (أنا)     | noi (نحن)    | tu (أنتَ/أنتِ) | voi (أنتم)   | -           | lui (هو)    | loro (هم)   | lei (هي)    | loro (هن)   |
| حالة النصب (1) | me           | noi          | te           | voi          | sé          | lui         | loro        | lei         | loro        |
| حالة النصب (2) | mi           | ci           | ti           | vi           | si          | lo          | li          | la          | le          |
| حالة الجر      | mi           | ci           | ti           | vi           | si          | gli         | gli, loro   | le          | gli, loro   |

### ضمائر الملكية
نهاية الضمير تحدد جنسه، فلو انتها الضمير بحرف o فإنه يعود على مفرد مذكر، ولو انتها بحرف a فإنه يعود على مفرد مؤنث. نعرض مثالا مع ضمير المتكلم لكل حالات جنس الأسم المضاف (المرادف):

(ي: mi) ونرى كيف تحدد نهاية الضمير جنس الكلمة المرادفة:
- il mio libro : كتابي

هنا لُصِق حرف o بنهاية الضمير لأن الاسم مذكر مفرد (il libro: الكتاب).
- la mia camicia: قميصي

هنا لُصِق حرف a بنهاية الضمير لأن الاسم مؤنث مفرد (la camicia: القميص).
- i miei libri: كُتُبي

للجمع المذكر ينتهي الضمير ب ei. لاحظ ان المفرد (il libro) والجمع (i libri).
- le mie sorelle: أخواتي

ينتهي الضمير في حالة الجمع الؤنث بحرف e. لاحظ ان المفرد (la sorella) والجمع (le sorelle). وهكذا مع بقية الضمائر التي تُصرف الأسماء حسب جنسها وعددها.
| الضمير                    | مفرد مذكر | مفرد مؤنث | جمع مذكر | جمع مؤنث |
| ------------------------- | --------- | --------- | -------- | -------- |
| المتكلم المفرد (أنا)      | mio       | mia       | miei     | mie      |
| المخاطب المفرد (أنتَ/أنتِ)  | tuo       | tua       | tuoi     | tue      |
| الغائب المفرد (هو/هي)     | suo       | sua       | suoi     | sue      |
| الجمع المتكلم (نحن)       | nostro    | nostra    | nostri   | nostre   |
| الجمع المخاطب (أنتم/أنتن) | vostro    | vostra    | vostri   | vostre   |
| الجمع الغائب (هم/هن)      | loro      | loro      | loro     | loro     |

## حروف الجر
حروف الجر في اللغة الإيطالية هي: di, a, da, in, con, su, per, tra, fra. الظرفان (فوق: sopra)،(تحت: sotto) يعملان أحيانا عمل حرف الجر أيضا.
يجب ملاحظة أن بعض حروف الجر في اللغة الإيطالية كثيرا ما تعمل عمل المضاف أليه في اللغة العربية. فمثلا عندما نقول:

كتاب أحمد

فإن المرادف بالإيطالية هو:

il libro di Ahmad

فهنا حرف الجر di عملَ كأداة إضافة.
تبقى حروف الجر ثابتة إذا لم تأت مع اسم معرف، أما إذا جاء حرف الجر مع أداة معرفة (راجع: الأدوات المعرفة) فإن حرف الجر يتغير. المثالين التاليين يبينات الفرق:
- di Palestina: من فلسطين

حرف الجر di يبقى ثابتا لأنه جاء مع اسم مجرد.
- casa del lavoro: غرفة العمل

هنا يتغير حرف الجر لأنه جاء مع اسم معرف (مفرد مذكر، أداة تعريفة: il) فقد تحول حرف الجر di إلى del، لارتباطه مع أداة معرفة (il lavoro: العمل).
الجدول التالي يبين حروف الجر وتغيرها حسب جنس وعدد الاسم المرتبطة معه:
| حرف الجر في حالته الأصلية | المعنى بالعربية     | il  | lo    | la    | i   | gli   | le    |
| ------------------------- | ------------------- | --- | ----- | ----- | --- | ----- | ----- |
| di                        | لِ، من               | del | dello | della | dei | degli | delle |
| a                         | إلى، لكي، لِ         | al  | allo  | alla  | ai  | agli  | alle  |
| da                        | منذ، من (مادة)، لكي | dal | dallo | dalla | dai | dagli | dalle |
| in                        | في                  | nel | nello | nella | nei | negli | nelle |
| con                       | مع                  | col | collo | colla | coi | cogli | colle |
| su                        | على، فوق            | sul | sullo | sulla | sui | sugli | sulle |

## الفعل
الفعل في اللغة الإيطالية يتم تصريفه حسب الضمير الشخصي وحسب العدد (مفرد أو جمع). ينقسم الفعل كما يلي:
- زمنياً: هناك المضارع (presente)، الماضي (passato)، والمستقبل (futuro)
- الحالة: الإشارة (indicativo)، الاحتمال (congiuntivo)، الشرط (condizionale)، الأمر (imperativo)، صيغة المصدر (infinitivo)، ووفقا لصيغة الفعل والفاعل (gerundio e participio
- الجنس: مذكر أو مؤنث من الفاعل (soggetto) أو المفعول به (oggetto).

عكس لغات أخرى مثل اللغة الإنجليزية أو اللغة الفرنسية، ليس من الضرورة أن يأتي ضمير شخصي (الفاعل) قبل الفعل، حيث أن نهاية الفعل (desinenze) تكفي في أغلب الأحوال لبيان الضمير أو الفاعل والحالات التي يجب أن يأتي فيها الضمير قبل الفعل قليلة جدا.

تنقسم الأفعال في اللغة الإيطالية حسب نهاية  صيغة المصدر  (infinitivo) إلى ثلاثة أقسام:
- النهاية: are، كما في الفعل lavorare
- النهاية: ere، كما في الفعل trascorrere
- النهاية: ire، كما في الفعل aprire

### الفعل المضارع
الفعل المضارع (بالإيطالية:presente) هو عبارة عن تصريف لنهاية صيغة المصدر ويقوم بالوظائف التالية:
- وصف لحدث حقيقي في الوقت الحالي، مثال:

io) vado a visitare la famiglia): أنا ذاهب لزيارة أهلي.

لاحظ أن الضمير وُضِعَ بين قوسين، لأنه لا حاجة ضرورية لاستخدامه كما سبق، فيكفي تماما أن نقول:

vado a visitare la famiglia

فالفعل vado المنتهي بحرف o يدل على ضمير المتكلم (أنا: io).
- وصف عادة ما، أو لوصف حقيقة لا شك فيها، مثال:

ogni mattina bevo un caffè: كل صباح أشرب قهوة

il tempo è freddo: الطقس بارد
- للتعبير عن موقف في المستقبل، غالبا مرتبطا بظرف زمني، مثال:

dopo domani vengo a visitarti: بعد غد، سوف آتي لزيارتك
● الكلمات الدالة على المضارع البسيط:- Ora - adesso بمعنى الآن ..... da+فترة زمنية بمعنى منذ أو ولا يزال
| الضمير   | -are مثال: parlare | ere مثال: vendere | ire مثال: dormire |
| io       | o                  | o                 | o                 |
| tu       | i                  | i                 | i                 |
| lui, lei | a                  | e                 | e                 |
| noi      | iamo               | iamo              | iamo              |
| voi      | ate                | ete               | ite               |
| loro     | ano                | ono               | ono               |

على سبيل المثال نصرف الفعل (parlare: يتكلم) مع الضمائر جميعها،

الفعل المنتهي بمقطع are يتم تصريفه كما يلي:
| الضمير   | تصريف الفعل parlare | المعنى بالعربية          |
| -------- | ------------------- | ------------------------ |
| io       | parlo               | أنا أتكلم                |
| tu       | parli               | أنتَ تتكلم/أنتِ تتكلمين    |
| lui, lei | parla               | هو يتكلم/هي تتكلم        |
| noi      | parliamo            | نحن نتكلم                |
| voi      | parlate             | أنتم تتكلمون/أنتن تتكلمن |
| loro     | parlano             | هم يتكلمون/هن يتكلمن     |

وهكذا تكون النهاية مع باقي الأفعال التي ينتهي صيغة مصدرها بمقطع are. بالنسبة للنهايتين الأخريين ere و ire فالجدول السابق يبين كيف تكون نهاية الفعل مع كل من الضمائر الشخصية.

### الفعل الماضي القريب
الفعل الماضي القريب (بالإيطالية: passato prossimo) يقابل صيغة present perfect في اللغة الإنجليزية. ويصف الفعل الماضي القريب حدثا ناجزا (مُنتهيا) في وقت محدد غالبا، وهذه الصيغة الفعلية هي الأكثر شيوعاً في اللغة الإيطالية للتعبير عن حالة الماضي أو عن حالة انتهت الآن لتوها.

تتم بناء صيغة الفعل الماضي القريب بتصريف أحد فعلين مساعدة هما:
- avere، ويرادف فعل الملكية have (have,has) في الإنجليزية
- essere، ويرادف فعل الكون be (is,are) في الإنجليزية

وباستخدام التصريف الماضي الثاني للفعل. في حالة الأفعال التي تأتي مع avere فإن تصريف الفعل يبقى ثابتا مع كل الضمائر، أما في حالة استخدام essere فأن التصريف يتغير حسب الضمير. لا بد من الإشارة إلى أن هناك عدد ليس بالقليل من الأفعال الشاذة، حيث التصريف مختلف ولا تتبع القاعدة.
الجدول التالي يبين التصريف للأفعال التي تنطبق عليها القاعدة مبينة بمثال لفعل يأخذ avere كفعل مساعد والآخر essere.
|                                             | io            | tu           | lui, lei   | noi               | voi            | loro          |
| أفعال تصرف مع الفعل ''avere'' مثال: parlare | Ho parlato    | hai parlato  | ha parlato | abbiamo parlato   | avete parlato  | hanno parlato |
| أفعال تصرف مع الفعل ''essere'' مثال: andare | Sono andato/e | sei andato/e | è andato/e | siamo andati/ei/e | siete andati/e | sono andati/e |

كما هو ملاحظ من الجدول، فإن الفعل الذي يأتي مع avere يبقى تصريفه في حالة الماضي القريب ثابتا (حسب نهاية الفعل بصيغته المجردة)، فمثلا فعل parlare ينتهي بمقطع are ويصبح في حالة الماضي القريب ato لكل الضمائر الشخصية بدون تغيير.

أما في حالة الأفعال التي تأتي مع essere، فإن تصريف الفعل الماضي القريب (نهايته) يتغير حسب الجنس وحسب العدد (o للمذكر المفرد و a للمؤنث المفرد)، (i للجمع المذكر و e للجمع المؤنث).

كمثال على فعل يأخذ avere نأخذالفعل mangiare: يأكل، فنقول:
- io ho mangiato: أنا أكلت
- tu hai mangiato: أنت أكلت
- .... الخ مع بقية الضمائر حيث نصرف فقط الفعل المساعد avere حسب الضمير، أما الفعل الرئيسي (mangiare) فتصريفه ثابت لكل الضمائر كما ذُكر. وكمثال على فعل يأخذ essere نأخذالفعل arrivare: يصل، فنقول:
- io sono arrivato: أنا وصلت

إذا كان المتحدث ذكراً ونقول

io sono arrivata: بنفس المعنى، إذا ما كانت أنثى.
- tu sei arrivato: أنت وصلت
- .... الخ مع بقية الضمائر، حيث يتغير كل من تصريف الفعل المساعد (essere) والفعل الرئيسي (arrivare) حسب الضمير.

### الفعل الماضي التام
الفعل الماضي التام (بالإيطالية: imperfetto) يستخدم للتعبير عن حالة في الماضي غير تامة (لم تكن ناجزة) أو لوصف مشاعر أو وصف حالة شخص ما ووصف هيئته ولباسه أو لوصف حدث في الماضي تكرر باستمرار.
- وصف لحالة شخص ما:

Muhammad era molto felice di rivedere la sua madre: محمد كان سعيدا جدا (وصف لحالة) لرؤيته أمه.
- وصف لحالة كانت غير ناجزة في الماضي:

mentre guardavi la TV, mangiavo una pizza: بينما كنتَ تشاهد التلفاز، كنت آكل البيتزا
- وصف لهيئة أو لباس شخص:

Nadeera aveva una giacca bianca: نظيرت كانت تلبس معطف أبيض (aveva تقابل had بالإنجليزية)
- وصف لحدث تكرر باستمرار:

quando ero in vacanza, mi svegliavo alle sette di mattina: بينما كنتُ في العطلة، كنت أستيقظ (دائما) الساعة السابعة صباحا.
| الضمير   | are parlare | ere vendere | ire dormire |
| io       | avo         | evo         | ivo         |
| tu       | avi         | evi         | ivi         |
| lui, lei | ava         | eva         | iva         |
| noi      | avamo       | evamo       | ivamo       |
| voi      | avate       | evate       | ivate       |
| loro     | avano       | evano       | ivano       |

هنا أيضا نشرح كمثال كيفية تصريف الفعل (parlare: يتكلم) مع الضمائر جميعها في حالة الماضي التام،

الفعل المنتهي بمقطع are يتم تصريفه كما يلي:
| الضمير   | تصريف الفعل parlare | المعنى بالعربية         |
| -------- | ------------------- | ----------------------- |
| io       | parlavo             | أنا تكلمت               |
| tu       | parlavi             | أنتَ تكلمتَ/أنتِ تتكلمتِ    |
| lui, lei | parlava             | هو تكلمَ/هي تكلمتْ        |
| noi      | parlavamo           | نحن تكلمنا              |
| voi      | parlavate           | أنتم تكلمتم/أنتن تكلمتن |
| loro     | parlavano           | هم يتكلمون/هن يتكلمن    |

## روابط خارجية
- Verb Conjugation Trainer from Molto Bene Italian
- Accademia della Crusca
- قواعد اللغة الإيطالية على مشروع الدليل المفتوح